# BH Pošta
BH Pošta es, además de Pošte Srpske y Hrvatska pošta Mostar, uno de los tres operadores postales públicos de Bosnia y Herzegovina, con sede en Sarajevo. BH Posta es la empresa postal más grande de Bosnia y Herzegovina, con 326 unidades y 822 mostradores activos en todo el país.

## Historia

### Período hasta 1992
Con la introducción de los banatos en Yugoslavia, Bosnia y Herzegovina se dividió en tres zonas. A la división administrativa del país siguió la correspondiente división de correos, por lo que las oficinas de Bosnia y Herzegovina quedaron subordinadas a las oficinas de correos, telégrafos y teléfonos de Sarajevo, Split, Cetiña y Zagreb.
Hasta el comienzo de la Segunda Guerra Mundial, la red postal de Bosnia y Herzegovina constaba de 188 oficinas postales de telégrafos y teléfonos, y en la década de 1930 se inició particularmente el establecimiento de una red telefónica y la introducción de teléfonos automáticos se registraron en Sarajevo, Ilidža y Trebinje.
Después del final de la Segunda Guerra Mundial y con el establecimiento de la República Federativa Socialista de Yugoslavia (RFSY), la Dirección de PTT (Correos, Telégrafos y Teléfonos) en Bosnia y Herzegovina estuvo integrada en la Comunidad de PTT Yugoslavo (JPTT). Hasta 1992 prestó los servicios de una red postal completa de tráfico postal, una red telefónica, una red telegráfica y una moderna red de monitoreo de datos.

### Independencia de Bosnia y Herzegovina

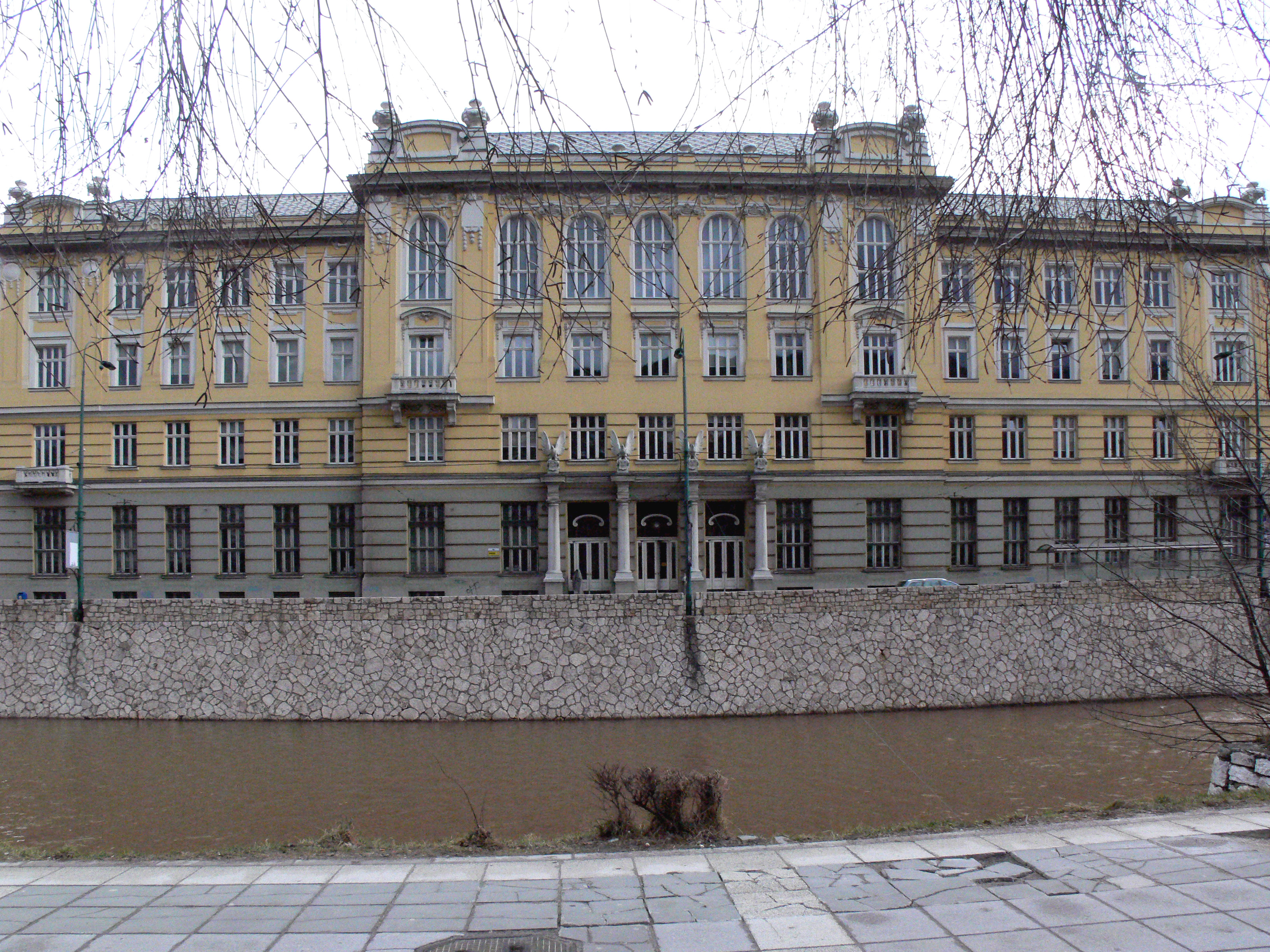
Oficina principal de correos en Sarajevo.

Con la independencia de Bosnia y Herzegovina de la RFSY a principios de 1992, surgió la necesidad de una empresa postal estatal, y así fue como se fundó la empresa actual BH Pošta con sede en Sarajevo. Durante la guerra en Bosnia y Herzegovina, la red postal del país sufrió enormes daños, estimados en 900 millones de dólares estadounidenses. El mayor símbolo de esto es el incendio del edificio oficina principal de correos en Sarajevo por parte del Ejército de la República Srpska el 2 de mayo de 1992, cuando se quemó por completo.
En 1993, BH Pošta volvió a ser miembro de la Unión Postal Universal. Con la firma del Acuerdo de Paz de Dayton en 1995, que supuso el fin de la guerra en Bosnia y Herzegovina, la red postal del país se dividió en tres operadores públicos: Pošte Srpske en el territorio de la República Srpska, Hrvatska pošta Mostar en la zona bajo el control del Consejo de Defensa de Croacia, y BH Pošta en la zona bajo el control del Ejército de la República de Bosnia y Herzegovina.
El 16 de febrero de 1997, se fundó Postbank BH, el Banco Postal de Bosnia y Herzegovina, con sede en Sarajevo. Debido a la diversidad de servicios, el 20 de diciembre de 2001 el gobierno de la Federación de Bosnia y Herzegovina ordenó la división de la antigua PTT de Bosnia y Herzegovina en BH Telecom y BH Pošta, que han estado operando de manera independiente desde entonces.
Además, en 2001 finalizó la reconstrucción y adecuación del edificio principal de correos de Sarajevo, a cargo de Ferhad Mulabegović, por lo que el edificio volvió a ser la sede de BH Pošta.